# La Veneno
La Veneno est le nom de scène de Cristina Ortiz Rodríguez, une actrice, chanteuse, mannequin et vedette espagnole née le 19 mars 1964 à Adra et morte le 9 novembre 2016 à Madrid.
Elle a été une des premières femmes à donner une visibilité à la communauté trans en Espagne. Elle est reconnue comme l'une des icônes LGBT les plus importantes de son pays natal et d'Amérique hispanique,, même si elle ne s'est jamais revendiquée porte-drapeau.
Elle est devenue populaire auprès des médias grâce à sa participation aux émissions de divertissement de deuxième partie de soirée Esta noche cruzamos el Mississippi (es) et La sonrisa del pelícano (es), diffusées en Espagne entre 1996 et 1997 et présentées par le journaliste Pepe Navarro. En plus de participer à de nombreuses émissions de télévision, elle a également sorti quelques chansons et s'est souvent retrouvée dans les magazines de la presse people.

## Biographie

### Jeunesse
Cristina Ortiz est née le 19 mars 1964 à Adra, dans la province d'Almería en Andalousie. Elle est l'une des six enfants de José María Ortiz López (Cherín, 1932 - Adra, 14 janvier 2020) et María Jesús Rodríguez Rivera (Adra, 1936). La fratrie est composée de María José, Rafael, María Trinité[Quoi ?], José Antonio (nom de naissance de Cristina), Francisco et María Bethléem[Quoi ?].
Très jeune, Joselito (comme son entourage l'appelle alors) a su qu'elle était une femme. Tout au long de son enfance et de son adolescence, elle est victime d'agressions et de mauvais traitements de la part de certains membres de sa famille et de voisins, qui refusent son identité de genre.
Toute petite, elle fait preuve d'intérêt et de capacités pour la mode, et dessine des vêtements. À Adra, elle se consacre à l'organisation de petits défilés de mode qui gagnent en popularité dans la ville. Elle suit aussi une formation dans une école de coiffure.
Dès son plus jeune âge, elle se distingue par sa beauté physique et avant sa transition, elle est sacrée Mister Andalucía en 1989 à l'âge de 26 ans.
En 1990, elle commence à s'habiller en femme en le cachant à sa famille et commence à travailler dans un spectacle de travestis dans une boîte de nuit. Elle y rencontre la célèbre Paca La Piraña (es), légende de la nuit, avec laquelle elle se lie d'amitié. Un an plus tard, elle décide de déménager à Madrid, où elle commence à travailler dans les cuisines d'un hôpital. Sa première apparition à la télévision a lieu en 1991. Sous le nom de José Antonio, elle participe à l'émission ¡Vivan los novios! de Telecinco et remporte un voyage en Thaïlande. C'est en 1992, à son retour de Bangkok, qu'elle amorce sa transition. À la suite de cela, elle se prostitue au Parque del Oeste et au Paseo del Pintor Rosales (es). Au début, elle prend le nom de Tanya. Plus tard, elle décide de se faire appeler Cristina en l'honneur d'une collègue travailleuse du sexe décédée. Le surnom La Veneno (littéralement "le poison") lui est donné par Paca La Piraña après un désaccord entre Cristina et l'un de ses partenaires.

### Célébrité
En avril 1996, Cristina est découverte dans un reportage télévisé sur les travestis par la journaliste Faela Sainz, collaboratrice de Pepe Navarro (es) dans l'émission de fin de soirée Esta noche cruzamos el Mississippi (es), sur Telecinco. Sa célébrité est presque immédiate. Son charisme, sa beauté et son audace font grimper les audiences à près de huit millions de téléspectateurs. Cristina devient dès lors une collaboratrice régulière de l'émission. En 1997, elle participe à nouveau avec Navarro et son équipe à l'émission La sonrisa del pelícano (es) sur la chaîne Antena 3.

## Série hommage
En mars 2020, Atresmedia dévoile une série largement inspirée de la vie de Cristina intitulée Veneno, réalisée par Javier Calvo et Javier Ambrossi sur un scénario tiré de la biographie écrite par la journaliste et écrivaine valencienne Valeria Vegas.
Le rôle de Cristina à différentes étapes de sa vie,, est interprétée par Guille Márquez (enfance), Marcos Sotkovszki (adolescence), Jedet (pré-transition), Daniela Santiago (années fastes) et Isabel Torres (dernières années). En novembre 2020, HBO Max achète les droits pour les États-Unis et l'Amérique latine. En avril 2021, le média Brut annonce la sortie de la série en France sur la nouvelle plateforme de vidéo à la demande BrutX. La série connaît un grand succès.